# GOGO競馬サンデー!ダイナミックジョッキー
GOGO競馬サンデー!ダイナミックジョッキー（ゴー・ゴー・けいば・サンデー・ダイナミック・ジョッキー）は、KBCラジオ（九州朝日放送）の番組の一つ。

## 概要
KBCラジオは通常、小倉競馬場が西日本の主場となる7月下旬から9月上旬を含め、毎日放送（現・MBSラジオ）制作の中央競馬中継をネットしていたが、小倉競馬場が第3場として開催するとき、は「GOGO競馬サンデー!ダイナミックジョッキー」のタイトルで自社制作を行っていた。

KBCの中央競馬実況中継は1976年4月より「KBC中央競馬実況中継」のタイトルで放送を開始。開始当初の関西の中継は朝日放送（ABCラジオ）『ABC中央競馬中継』（関東地区開催のメインレースはTBSラジオが制作）をネット受けしていた。
また、2013年冬開催までの自社制作は「サンデー競馬中継 ダイナミックジョッキー」（サンデーけいばちゅうけいダイナミックジョッキー）のタイトルであったが、MBSラジオ制作の中継が現在の『GOGO競馬』に改題されたのに合わせて、2014年冬開催より現行の「GOGO競馬サンデー!ダイナミックジョッキー」にタイトル変更された。

小倉競馬場の他、東西の主場で行われるメインレースは関東がニッポン放送（但しMBSが自社制作を行う場合を除く）、関西はMBSの実況がネット受けされる他、裏開催の重賞レースの実況はMBSとRFラジオ日本にネットする。なお、九州地区では他に長崎放送（NBCラジオ佐賀)と熊本放送でも競馬中継があるが、こちらは夏季以外の小倉開催時の差し替えは行わない（NBCは日経ラジオ社大阪支社、RKKはMBS制作のものをネット）。
放送は日曜日の生ワイド番組（現・サンデーおすぎ）内の内包コーナー（フロート番組）扱いで、日曜15時から16時である。
土曜日の中継
土曜日は通常、（小倉夏季開催を含め）同じく毎日放送が制作しラジオ関西から送出されている『GOGO競馬サタデー!』のネットだったが小倉競馬場が第3場として開催するときは自社制作で放送していた。但し日曜とは異なりレースのみの実況となる。
通常は西日本主場の準メイン・メインレースの中継をネットするが、東日本主場のレースが重賞の場合はそのレースもネットされる（東日本主場のレースはラジオ日本『土曜競馬実況中継』の実況を、ラジオ関西を経由してネットされる）。但しその場合西日本主場の準メインレースは中継されない。小倉競馬場が第3場開催時は準メインとメインレースのみの中継で、他場のレースは重賞であっても中継は行われない。

### 縮小から終了へ
1989年にプロ野球福岡ダイエーホークスが移転し、プロ野球デーゲーム中継『ダイナミックホークス実況中継』を開始。しかし当番組は制作局の毎日放送と、施行者の日本中央競馬会がネット局分も含めて一括で業務委託契約を交わしている関係で、その後も競馬中継の時間帯は一旦野球放送を中断して、当番組を放送した。
KBCではプロ野球中継を2002年までは携帯電話で、2010年まではインターネットで全試合配信しており、15時台は野球が進行中であってもそれを中断して競馬を優先していた。
2011年シーズンから、GI競走開催日は15時台全編、それ以外はレース実況のみネットするように競馬中継を縮小した。さらに2017年のセ・パ交流戦期間中に、土曜・日曜とも当該時刻にデーゲームが行われる場合はプロ野球を優先し、競馬中継は雨天中止や早く終了した場合などに限定、交流戦終了後もGI開催でない週（小倉主場となる夏季開催も含む）に同様の措置を採った。秋のGI開催も該当レース実況のみネットとなることがあった。2018年もプロ野球と重なった場合はGIレースの実況のみネットとなり、同年、KBCは42年間続いた中央競馬中継を終了する。

日本中央競馬会が2018年12月に発表した「参加者の有無を確認するため公募手続きに係る参加意思表明書の提出を求める公示」では、福岡県における競馬中継のネット局がKBCラジオ）からRKB毎日放送（RKBラジオ）およびラブエフエム国際放送（LOVE FM）に移行する旨が記述され、2018年12月23日に放送された『GOGO競馬サンデー!』では2019年1月6日からRKBへの移行が告知された。RKBはプロ野球シーズンオフの10月～翌年3月、LOVE FMはプロ野球シーズン中の4月～9月に中継体制を分担するが、小倉競馬場第3場開催時については独自番組を制作せず、通常通りMBSからのネット受けとした上で同局から小倉に実況アナウンサーを派遣してメインレースのみ実況を行う形をとる。このため、番組タイトルは『GOGO競馬サンデー!』のままである。土曜日は小倉からはレースを中継せず、前年までのKBC通常時と同じく、主に西日本主場の中継をネットし、東日本主場のレースが重賞の場合も同様に扱ったが、2020年からは日曜同様に15時台の1時間ネットとなった。

## 出演者
司会
- 松本みつる（2004年より担当）
  - 晩期は実況担当アナウンサーが週代わりで行っていた。

アシスタント
- 倉田恵美
- 林さやか（2009年2月 - 2011年）
- 内村麻美（2011年11月27日 - 2015年3月1日）
- 工藤采佳（2016年2月14日 - ）
- 原直子（2018年2月11日 - ）

解説
- 井尻恵三（解説、競馬ブック 2014年まで）
- 三浦幸太郎（競馬ブック、2015年2月8日より担当）

実況
- 沖繁義（2007年より担当）
- 小林徹夫（2002年より担当）
- 近藤鉄太郎
- 太田祐輔

## 本番組の主な扱い
- 小倉競馬第3場開催時は、準メインの発走時刻が15時より前の場合土曜日は番組内で生中継されるが、日曜日は中継枠内で録音となる。
- 日曜日の正確な放送終了時刻は15時58分、以前は自社制作時15時52分、MBSネット時15時53分と異なっていた。
- 例年1月に行われる『天皇盃全国都道府県対抗男子駅伝競走大会』開催時、MBSをはじめとした競馬中継ネット局では、同駅伝の中継（RCC幹事によるJRNネット）が優先されるため、競馬中継の放送開始が繰り下げられるが、福岡地区での駅伝中継は競合局のRKBラジオ経由での放送となるため、KBCラジオのみは競馬中継を通常通り放送していた。小倉競馬第3場開催日に該当しない場合、駅伝終了までの間はMBSからの裏送りとなっていたが、この裏送りの措置もKBCでの競馬中継終了により、2018年限りで終了した。